# Les Collades (Rodès)
Les Collades és una collada i partida dels contraforts nord-orientals del Massís del Canigó, a 302,1 metres d'altitud, en el terme comunal de Rodès, però molt a prop del límit amb el de Bulaternera, al límit de les comarques del Conflent (Rodès) i del Rosselló (Bulaternera), tot a la (Catalunya del Nord). Està situada a l'extrem est del terme comunal de Rodès, a prop i a llevant del Castell de Rodès i de la capella de Sant Valentí de Rodès.